# سونيت 24
السونيتة 24 أو العين الفنانة هي واحدة من 154 سونيتة كتبها الكاتب المسرحي والشاعر الإنجليزي وليم شكسبير، وتعتبر جزءاً من تسلسل الشباب الجميل.
في هذه السونيت، يعالج شكسبير فكرة شائعة في عصر النهضة تجمع بين القلب والعين. وعلى الرغم من أنها ترتبط بسونيتات أخرى تناقش هذا الموضوع، إلا أن السونيت 24 تعتبر تقليدية إلى حد كبير ومحاكاة للأسلوب السائد.

## البنية
السونيت 24 هي نموذج للسونيتة الإنجليزية الشكسبيرية. تحتوي السونيتات الإنجليزية على أربعة عشر سطراً، تضم ثلاثة مقاطع رباعية وختاماً في سطرين. تتبع النمط النموذجي لنمط القافية: ABAB CDCD EFEF GG، وكُتِبَت باستخدام البحر الإيمبي الخماسي، وهو نوع من الأوزان الشعرية يعتمد على خمس مجموعات من المواقع المترية الضعيفة / القوية في كل سطر. السطر العاشر مثال على الإيمبي الخماسي المنتظم:
```
 ×   /     ×     /     ×   /    ×     /    ×   / Mine eyes have drawn thy shape, and thine for me (24.10) 
```

/ = ictus، موقع مقطع صوتي قوي مترية. × = nonictus.
عُدِّلَ السطر الرابع بناءً على النطق الإليزابيثي لكلمة "pérspective".

## المصدر والتحليل
قام إدوارد كابيل بتعديل كلمة "steeld" لتصبح "stelled" في نسخة الكوارتر الأصلية للسونيت، وهي كلمة أكثر ارتباطاً بالاستعارة التي استخدمها شكسبير في الربع الأول (الـ"Quatrain") من السونيت. يقوم شكسبير بالربط بين العين والقلب في هذه الاستعارة، وتُعَد كلمة "stelled" أكثر توافقاً مع هذه الاستعارة من "steeld". يلاحظ إدوارد دودن ‏ وجود أوجه تشابه بين الاستعارة التي استخدمها شكسبير في بداية السونيت وبعض الأعمال الأدبية الأخرى، مثل قصيدة «ديانا» لهنري كونستابل ‏ ودموع الخيال لتوماس واتسون. يرى داودين أن هذه الاستعارة التي استخدمها شكسبير (المقارنة بين العين والقلب) ليست جديدة تماماً، بل هي استعارة موجودة في الشعر الإنجليزي في ذلك الوقت
تتمحور الفكرة المركزية للاستعارة في القصيدة حول الحوار بين القلب والعين، وهو خيال أدبي (كليشيه) شائع في تلك الفترة. يُشير سيدني لي إلى أن هذه الفكرة ليست مبتكرة من شكسبير وحده، بل كانت موجودة في الأدب الأوروبي قبل شكسبير، وخاصة في شعر بتراركا وأدب شعراء آخرين من تلك الفترة.
لم تحظَ القصيدة بتقدير كبير. يتكهن هنري تشارلز بيتشنج ‏ بأنها ربما تكون محاكاة ساخرة بشكل نصف جاد لنمط قصيدة مبتذل. أما جورج وندم ‏، فهو من القلة الذين أخذوها على محمل الجد تماماً، حيث قدم قراءة أفلاطونية محدثة.
كلمة "Perspective" (المنظور) هي النقطة الرئيسية في النصف الثاني من القصيدة، حيث تقدم فكرة الاتصال بين المتحدث والمحبوب. افترض بعض المحررين أن الكلمة تشير، كما في كثير من الأحيان في عصر النهضة، إلى نوع معين من الأوهام البصرية يُطلق عليه أحياناً "perspective house". ومع ذلك، أظهر توماس تايلر وآخرون أن الكلمة كانت تُعرف أيضاً بمعناها الحديث في ذلك الوقت.
تعرض الأسطر في سونيت 46 وسونيت 47 عيون المتكلم كـ«شخصية» داخل القصيدة، حيث يُركَّز على دور العينين في تصوير مشاعر الشاعر أو حالته النفسية. لكن في سونيت 24، تُستخدَم كلا من المفرد (عين) والجمع (عيون) للإشارة إلى عيون المتكلم. وهذا يختلف عن سونيت 46 وسونيت 47 حيث تُستخدَم المفرد فقط للإشارة إلى العين.

## الملاحظات والمراجع

### الملاحظات
1. ↑  كلمة "cliché" تعني العبارة أو الفكرة المكررة التي أصبحت مستهلكة أو مبتذلة بسبب استخدامها المفرط. في سياق السونيتة 24، يُشار إلى أن الاستعارة بين القلب والعين التي يستخدمها شكسبير كانت مفهومًا تقليديًا وشائعًا في الشعر في تلك الفترة. لذلك، كانت هذه الاستعارة قد أصبحت مبتذلة أو غير جديدة نتيجة لتكرار استخدامها من قبل العديد من الشعراء في ذلك الوقت، مما يجعلها فكرة مستعملة وغير مبتكرة كثيرًا.
2. ↑  عبارة "perspective house" تشير إلى نوع من الوهم البصري الذي كان شائعًا في عصر النهضة. يُطلق هذا المصطلح على المنزل أو الهيكل الذي يُرَسَم بشكل معين ليخلق تأثيرًا بصريًا يجعل الأبعاد تظهر بشكل غير طبيعي أو مائل، مما يعطي انطباعًا بأن المبنى أو الهيكل يحتوي على مساحات أو زوايا تُظهر عمقًا أو بُعدًا بشكل مدهش، رغم أنه لا يوجد في الواقع. في سياق شِعر شكسبير، قد يشير هذا إلى التشبيه البصري المستخدم للتعبير عن فكرة أن الصورة أو العلاقة بين الشخصيتين (مثل الشاعر والمحبوب) تتغير حسب زاوية الرؤية أو التصور الشخصي، مثلما تتغير الأبعاد في المنزل البصري عند النظر إليه من زوايا مختلفة.